# Unidos do Ladeira
O Grêmio Recreativo Assistencial e Cultural Escola de Samba Unidos do Ladeira é uma escola de samba de Juiz de Fora, no estado de Minas Gerais. tendo como cores o azul, amarelo e branco.

## História
Nasceu no dia 15 de janeiro de 1976, por iniciativa de Elson Duarte (Raposa). A partir de 1979, estabeleceu-se como escola de samba no terceiro grupo. Até se firmar como uma das grandes escolas de samba de Juiz de Fora.
A Escola subiu para o primeiro grupo em 1986 e venceu os campeonatos de 1988-1996-1998-2001-2004-2005
Em 2008, apresentou o enredo De uma rainha lusitana aos delírios num país tropical – Dona Maria, a primeira louca do Brasil conquistando o campeonato. 
Em 2009, com o enredo Do caminho do ouro à paisagem dos sonhos – Ibitipoca, a natureza em eterno movimento conquistou o bi-campeonato. 
Em 2010, a agremiação entrou na avenida com o enredo ¨Porque Hoje é Sábado¨ conquistando o Tri-Campeonato.
Em 2011, a escola entrou na avenida homenageando as mulheres com o enredo "Simplesmente Maria".conquistando o vice-campeonato.
Em 2012, conquistou mais um título, ao fazer mais uma homenagem, dessa vez a cantora Clara Nunes.
Em 2013, foi campeã com o enredo em homenagem a Vinícius de Moraes.
Em 2014, foi campeã com o enredo contando a história da Revolução Farroupilha
Em 2015 foi campeã com o enredo que abriu a porta da imaginação e da fantasia.

## Segmentos

### Diretores
| Ano  | Diretor de Carnaval                                   | Diretor de harmonia | Mestre de bateria | Ref.  |
| ---- | ----------------------------------------------------- | ------------------- | ----------------- | ----- |
| 2010 | Fábio Esteves                                         |                     | Mestre Nem        |       |
| 2011 | Fábio Esteves                                         |                     | Mestre Nem        |       |
| 2012 | Fábio Esteves                                         |                     | Mestre Nem        |       |
| 2013 | Fábio Esteves                                         |                     | Mestre Nem        | [ 2 ] |
| 2014 | Miriam Neder                                          |                     | Mestre Nem        |       |
| 2015 | José Augusto, Francisco Venturini, Solange e M Helena |                     | Mestre Nem        | [ 4 ] |

### Coreógrafo
| Ano       | Nome         | Ref.  |
| --------- | ------------ | ----- |
| 2010-2015 | Carla Marins | [ 5 ] |
| 2016      |              |       |

### Casal de Mestre-sala e Porta-bandeira
| Ano       | Nome           | Ref.  |
| --------- | -------------- | ----- |
| 2011-2012 | Pâmela e André | [ 6 ] |
| 2013-2015 | Dudu e Pâmela  | [ 2 ] |
| 2016      |                |       |

### Corte de bateria
| Ano  | Rainha         | Madrinha | Ref.  |
| ---- | -------------- | -------- | ----- |
| 2014 | Tatiane Santos | -        | [ 7 ] |
| 2016 |                |          |       |

## Carnavais
| Ano                                                 | Colocação               | Grupo | Enredo                                                                                               | Carnavalesco                         | Intérprete                        | Ref.                 |
| --------------------------------------------------- | ----------------------- | ----- | --- | ------------------------------------ | --------------------------------- | -------------------- |
| 1978                                                | Vice Campeão            | 3º    | Folia Tropical                                                                                       |                                      |                                   |                      |
| 1979                                                | Campeão                 | 3º    | Africa dos Deuses, Bahia dos Orixas                                                                  | Romeu Biazollo                       |                                   |                      |
| 1980                                                | 3º lugar                | 2º    | Fábulas fabulosas de um rio fabuloso                                                                 | Romeu Biazollo                       |                                   | [ 1 ]                |
| 1981                                                | Vice Campeão            | 2º    | Fonte das ilusões                                                                                    | Romeu Biazollo                       |                                   |                      |
| 1982                                                | Campeã                  | 2º    | No tabuleiro da bainan também tem                                                                    | Romeu Biazollo                       |                                   |                      |
| 1983                                                | Campeã                  |       | Ciranda, cirandinha... vamos todos cirandar                                                          | Romeu Biazollo                       |                                   |                      |
| 1984                                                | Campeã                  | 2º    | Clara, Clareia, a Guerreira Clareou                                                                  | Romeu Piazollo                       |                                   |                      |
| não desfilou                                        |                         |       | |                                      |                                   |                      |
| 1986                                                | 3º lugar                | 1º    | Quem foi rei, sempre será majestade                                                                  | Romeu Biazollo                       |                                   |                      |
| não desfilou                                        |                         |       | |                                      |                                   |                      |
| 1988                                                | Campeã                  | 1º    | Navio negreiro                                                                                       | Waltencir Barbosa                    |                                   | [ 1 ]                |
| Em 1989 as escolas do primeiro grupo não desfilaram |                         |       | |                                      |                                   |                      |
| 1990                                                | 4º lugar                | 1º    | Sinfonia Amazônica                                                                                   | Waltencir Barbosa                    |                                   |                      |
| 1991 e 1992 não houve desfiles das escolas de samba |                         |       | |                                      |                                   |                      |
| 1993                                                | Desfile não competitivo |       | Não deixe o samba morrer                                                                             | Waltencir Barbosa                    |                                   |                      |
| 1994                                                | Vice-Campeã             | 1º    | História do Amor                                                                                     | Waltencir Barbosa                    |                                   |                      |
| 1995                                                | 3º lugar                | 1º    | É doce morrer no mar                                                                                 | Waltencir Barbosa                    |                                   | [ 1 ]                |
| 1996                                                | Campeã                  | 1º    | Por que hoje é sábado                                                                                | Waltencir Barbosa e Diomario de Deus |                                   | [ 1 ]                |
| 1997                                                | 3º lugar                | 1º    | De grão em grão                                                                                      | Waltencir Barbosa e Diomario de Deus |                                   | [ 1 ]                |
| 1998                                                | Campeã                  | 1º    | O berço da liberdade                                                                                 | Waltencir Barbosa e Diomario de Deus |                                   | [ 1 ]                |
| 2000                                                | 3º lugar                | 1º    | Luz progresso                                                                                        | Waltencir Barbosa e Diomario de Deus |                                   | [ 1 ]                |
| 2001                                                | Campeã                  | A     | Quem comeu comeu, quem não comeu não come mais                                                       | Aloísio Costa                        |                                   | [ 1 ]                |
| 2002                                                |                         | A     | Ser ou Não Ser? Eis a Questão                                                                        | Aloisio Costa                        |                                   | [ 1 ]                |
| 2003                                                | Vice-campeã             | A     | www.juracy.com.sucesso                                                                               | Aloisio Costa                        |                                   | [ 1 ]                |
| 2004                                                | Campeã                  | A     | Sou carnaval, sou amor, sou Mangueira sim senhor                                                     | Aloisio Costa                        |                                   | [ 1 ]                |
| 2005                                                | Campeã                  | A     | Rio de Janeiro - aqui cheguei primeiro: de Estácio de Sá aos Jogos Pan-Americanos de 2007            | Waltencir Barbosa                    |                                   | [ 1 ] [ 8 ]          |
| 2006                                                | 4º lugar                | A     | Navegando no Mar do Carnaval, o Ladeira Descobre suas Pérolas e Conquista suas Glórias               | Waltencir Barbosa                    |                                   | [ 1 ] [ 9 ] [ 10 ]   |
| 2007                                                | Vice-campeã             | A     | Uma festa nordestina                                                                                 | Rafael Condé                         |                                   | [ 1 ] [ 11 ] [ 12 ]  |
| 2008                                                | Campeã                  | A     | De Uma Rainha Lusitana Aos Delírios No País Tropical Dona Maria, A Primeira Louca Do Brasil          | Rafael condé                         |                                   | [ 1 ] [ 13 ]         |
| 2009                                                | Campeã                  | A     | Do Caminho do ouro a paisagens dos sonhos - Ibitipoca a natureza em eterno movimento                 | Rafael Condé                         |                                   | [ 14 ]               |
| 2010                                                | Campeã                  | A     | Porque Hoje é Sábado Compositor:Zé Carlos, Reginaldo Salgueiro e João Leonel .                       | Fabio Esteves                        | Paulinho Tchê Tchê, Danilo e Dedé | [ 15 ]               |
| 2011                                                | Vice-campeã             | A     | Simplesmente Maria Compositores:Paulo Carioca e Danilo                                               | Fábio Esteves                        |                                   | [ 16 ] [ 17 ]        |
| 2012                                                | Campeã                  | A     | Clara, Clareia, Clareou… 70 anos da Guerreira                                                        | Fábio Esteves                        |                                   | [ 18 ] [ 19 ]        |
| 2013                                                | Campeã                  | A     | Só ando em boa companhia, com meu violão, minha canção e a poesia – Centenário de Vinicius de Moraes | Fábio Esteves                        | Paulinho Jalão                    | [ 2 ] [ 20 ] [ 21 ]  |
| 2014                                                | Campeã                  | A     | Revolução Farroupilha – A Saga de Coragem do Povo Rio-Grandense                                      | Anderson Luis                        |                                   | [ 22 ] [ 23 ] [ 24 ] |
| 2015                                                | Campeã                  | A     | Ladeira Abre os Portões da Imaginação e Viaja Com Você Neste Mundo Encantado                         | Anderson Luis                        |                                   |                      |
| não houve desfiles em 2016                          |                         |       | |                                      |                                   |                      |
| não desfilou em 2017                                |                         |       | |                                      |                                   |                      |
| não houve desfiles de 2018 a 2021                   |                         |       | |                                      |                                   |                      |

## Títulos
- Campeã do 1º Grupo/Grupo A: 1988, 1996, 1998, 2001, 2004, 2005, 2008, 2009, 2010, 2012, 2013, 2014, 2015
- Campeã do 2º Grupo: 1982, 1983, 1984[1]
- Campeã do 3º Grupo: 1981